# Daniel Latouche
Pour les articles homonymes, voir Latouche.
Daniel Latouche est un politologue, écrivain et professeur québécois né en 1945 à Montréal.

## Biographie

### Enfance et formation
Il a un baccalauréat de l'Université de Montréal, une maîtrise de l'université de Chicago et un doctorat de l'Université de la Colombie-Britannique en politique.

### Carrière
Il a participé à la rédaction de la question du premier référendum québécois, en 1980. Par la suite, il est devenu consultant en Afrique avec des organismes canadiens et européens d'aide au développement. 

## Œuvres
Il a contribué à l'élaboration d'ouvrages sur le droit international public et plus particulièrement sur la place du Québec dans les instances canadiennes en collaboration avec Ivo Duchacek :
- Ivo D. Duchacek, Daniel Latouche, Garth Stevenson, Perforated Sovereignties and International Relations: Trans-Sovereign Contracts of Subnational Governments

## Honneurs
- 1979 : Finaliste au Prix du Gouverneur général, Une société de l'ambiguïté[3]
- 1990 : Finaliste au Prix du Gouverneur général, Le Bazar[3]
- 1995 : Finaliste au Prix du Gouverneur général,  Plaidoyer pour le Québec[3]